# Đảo Wrangell

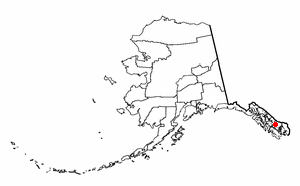
Đảo Wrangell

Đảo Wrangell là một đảo thuộc quần đảo Alexander tại Alaska Panhandle ở đông nam Alaska. Đảo này dài 48 km (30 dặm Anh) và rộng 8–23 km (3–14 dặm). Diện tích đảo này là 544,03 km² (210,05 dặm vuông Anh) và là đảo lớn thứ 29 tại Hoa Kỳ. Đảo Wrangell bị chia cắt với phần đại lục bởi một eo biển hẹp gọi là eo biển Blake.

## Lịch sử
Đảo này được người Nga chiếm đóng năm 1834. Nó được đặt tên theo tên của nam tước Ferdinand von Wrangel, đô đốc hải quân và đồng thời là một nhà thám hiểm người Đức vùng Baltic trong hải quân Nga. Từ năm 1867 tới năm 1877 nó là một tiền đồn quân sự của Hoa Kỳ; sau đó nó trở thành điểm cung cấp trang bị cho các nhà thám hiểm và các thợ săn, cũng như cho những người khai mỏ sử dụng lộ trình theo sông Stikine để tới Yukon.
Trên đảo này có một thị trấn nhỏ là Wrangell, Alaska với khoảng trên 2.300 dân. Đảo Wrangell có nhiều rừng và động vật hoang dã. Điểm dân cư duy nhất còn lại là Thoms Place ở phía tây nam đảo này, dọc theo eo biển Zimovia từ đảo Etolin. Tổng số dân cư trên đảo Wrangell là 2.401 người theo điều tra dân số năm 2000 của Hoa Kỳ.
Các ngành nghề chính trên đảo này là khai mỏ và đánh cá. Xưởng xẻ gỗ duy nhất đã đóng cửa thập niên 1990. Đảo này và vùng phụ cận có nhiều khu vực có cảnh quan đẹp, phục vụ cho mục đích giải trí thư giãn. Nó nằm gằn cửa sông Stikine vì thế tạo ra nhiều cơ hội cho việc giải trí.